# Zou Lihong
Zou Lihong (Dali, 26 febbraio 1984) è un'atleta paralimpica cinese specializzata nelle corse di mezzofondo e nella maratona e classificata T54 a causa della paraplegia conseguente alla poliomielite contratta da bambina.

## Biografia
Ha iniziato a praticare l'atletica leggera a Shanghai nel 2008 e nel 2012 ha preso parte alla sua prima Paralimpiade: ai Giochi di Londra è riuscita a conquistare la medaglia di bronzo negli 800 metri piani T54, chiudendo invece quarta e quinta rispettivamente nei 400 e 1500 metri piani T54.
Nel 2015 ha fatto il tris di medaglie d'oro ai campionati mondiali paralimpici di Doha negli 800 e 5000 metri piani T54 e nella staffetta 4×400 metri T53-54, oltre ad aver conquistato la medaglia d'argento nei 400 metri piani T54. L'anno successivo è diventata campionessa paralimpica della maratona T54 e della staffetta 4×400 metri T53-54 ai Giochi di Rio de Janeiro 2016, dove ha anche ottenuto la medaglia di bronzo nei 400 metri piani T54.
Dopo la medaglia di bronzo nei 400 metri piani T54 ai mondiali paralimpici di Londra 2017, nel 2018 ha conquistato quattro medaglie d'oro ai Giochi para-asiatici di Giacarta 2018 nei 400, 800 e 1500 metri piani T54 e nella staffetta universale.
Nel 2019 è riuscita a portare a casa quattro medaglie d'oro ai mondiali paralimpici di Dubai nei 400, 800, 1500 e 5000 metri piani T54, ottenendo anche la medaglia d'argento nella staffetta universale e il quarto posto nei 100 metri piani T54. Lo stesso anno si è classificata sesta ai campionati mondiali paralimpici di maratona.
Nel 2021 ha preso parte ai Giochi paralimpici di Tokyo, dove non ha conquistato medaglie e la sua migliore prestazione è stata il quinto posto nei 400 metri piani T54.

## Palmarès
| Anno | Manifestazione                   | Sede           | Evento                   | Risultato | Prestazione | Note |
| ---- | -------------------------------- | -------------- | ------------------------ | --------- | ----------- | ---- |
| 2012 | Giochi paralimpici               | Londra         | 400 m piani T54          | 4ª        | 56"57       |      |
| 2012 | Giochi paralimpici               | Londra         | 800 m piani T54          | Bronzo    | 1'50"31     |      |
| 2012 | Giochi paralimpici               | Londra         | 1500 m piani T54         | 5ª        | 3'37"91     |      |
| 2012 | Giochi paralimpici               | Londra         | 5000 m piani T54         | Batteria  | dnf         |      |
| 2015 | Mondiali paralimpici             | Doha           | 400 m piani T54          | Argento   | 55"73       |      |
| 2015 | Mondiali paralimpici             | Doha           | 800 m piani T54          | Oro       | 1'51"13     |      |
| 2015 | Mondiali paralimpici             | Doha           | 5000 m piani T54         | Oro       | 12'10"62    |      |
| 2015 | Mondiali paralimpici             | Doha           | Staffetta 4×400 m T53-54 | Oro       | 3'43"54     |      |
| 2016 | Giochi paralimpici               | Rio de Janeiro | 400 m piani T54          | Bronzo    | 54"70       |      |
| 2016 | Giochi paralimpici               | Rio de Janeiro | 800 m piani T54          | 6ª        | 1'46"18     |      |
| 2016 | Giochi paralimpici               | Rio de Janeiro | 5000 m piani T54         | 5ª        | 11'55"10    |      |
| 2016 | Giochi paralimpici               | Rio de Janeiro | Maratona T54             | Oro       | 1h38'44"    |      |
| 2016 | Giochi paralimpici               | Rio de Janeiro | Staffetta 4×400 m T53-54 | Oro       | 3'32"11     |      |
| 2017 | Mondiali paralimpici             | Londra         | 100 m piani T54          | 4ª        | 16"77       |      |
| 2017 | Mondiali paralimpici             | Londra         | 400 m piani T54          | Argento   | 54"53       |      |
| 2017 | Mondiali paralimpici             | Londra         | 800 m piani T54          | 5ª        | 1'50"58     |      |
| 2017 | Mondiali paralimpici             | Londra         | 1500 m piani T54         | 8ª        | 3'26"09     |      |
| 2017 | Mondiali paralimpici             | Londra         | 5000 m piani T54         | 4ª        | 12'34"38    |      |
| 2018 | Giochi para-asiatici             | Giacarta       | 400 m piani T54          | Oro       | 56"94       |      |
| 2018 | Giochi para-asiatici             | Giacarta       | 800 m piani T54          | Oro       | 1'55"35     |      |
| 2018 | Giochi para-asiatici             | Giacarta       | 1500 m piani T53-54      | Oro       | 3'43"83     |      |
| 2018 | Giochi para-asiatici             | Giacarta       | Staffetta universale     | Oro       | 47"89       |      |
| 2019 | Mondiali paralimpici             | Dubai          | 100 m piani T54          | 4ª        | 16"76       |      |
| 2019 | Mondiali paralimpici             | Dubai          | 400 m piani T54          | Oro       | 53"28       |      |
| 2019 | Mondiali paralimpici             | Dubai          | 800 m piani T54          | Oro       | 1'48"26     |      |
| 2019 | Mondiali paralimpici             | Dubai          | 1500 m piani T54         | Oro       | 3'34"09     |      |
| 2019 | Mondiali paralimpici             | Dubai          | 5000 m piani T54         | Oro       | 12'12"73    |      |
| 2019 | Mondiali paralimpici             | Dubai          | Staffetta universale     | Argento   | 47"40       |      |
| 2019 | Mondiali paralimpici di maratona | Londra         | Maratona T54             | 6ª        | 1h52'10"    |      |
| 2021 | Giochi paralimpici               | Tokyo          | 400 m piani T54          | 5ª        | 54"82       |      |
| 2021 | Giochi paralimpici               | Tokyo          | 800 m piani T54          | 9ª        | 1'54"18     |      |
| 2021 | Giochi paralimpici               | Tokyo          | 1500 m piani T54         | 6ª        | 3'29"07     |      |
| 2021 | Giochi paralimpici               | Tokyo          | 5000 m piani T54         | 9ª        | 11'18"06    |      |
| 2021 | Giochi paralimpici               | Tokyo          | Maratona T54             | 10ª       | 1h49'02"    |      |